# Port Charlotte (Florida)
Port Charlotte es un lugar designado por el censo ubicado en el condado de Charlotte en el estado estadounidense de Florida. En el Censo de 2010 tenía una población de 54.392 habitantes y una densidad poblacional de 650 personas por km².

## Geografía
Port Charlotte se encuentra ubicado en las coordenadas 26°59′22″N 82°6′49″O / 26.98944, -82.11361. Según la Oficina del Censo de los Estados Unidos, Port Charlotte tiene una superficie total de 83.68 km², de la cual 73.63 km² corresponden a tierra firme y (12.01%) 10.05 km² es agua.

## Demografía
Según el censo de 2010, había 54.392 personas residiendo en Port Charlotte. La densidad de población era de 650 hab./km². De los 54.392 habitantes, Port Charlotte estaba compuesto por el 84.82% blancos, el 9.28% eran afroamericanos, el 0.3% eran amerindios, el 1.57% eran asiáticos, el 0.06% eran isleños del Pacífico, el 1.68% eran de otras razas y el 2.29% pertenecían a dos o más razas. Del total de la población el 8.66% eran hispanos o latinos de cualquier raza.